# Cais da Ponta do Sol
O Cais da Ponta do Sol foi mandado construir pela Câmara Municipal da Ponta do Sol nos anos de 1848 a 1850, tendo sido projetado pelo engenheiro Tibério August Blanc. Foi batizado de Duque Maximiliano de Leuchtenberg, pelo facto de ter sido este nobre a doar uma certa quantia para as despesas da sua construção. A nível arquitetónico é muito singular, com um amplo e bem concebido arco edificado em aparelho de pedra basáltica.
Atualmente tem no seu início um restaurante e um pequeno bar com vista à praia da Ponta do Sol. Sendo muito procurado por fotografias de casamento. É um ponto de referência do concelho, um ex libris, e é, por isso, um local de visita obrigatória a todos os turistas que visitam este concelho.